# АЭС Брюс
АЭС Брюс (англ. Bruce Nuclear Generating Station) — действующая атомная электростанция на юго-востоке Канады. 
АЭС расположена на берегу озера Гурон в графстве Брус провинции Онтарио в 156 км на север-запад от города Китченер.
АЭС Брюс является крупнейшей атомной станцией в мире после остановки АЭС Касивадзаки-Карива в 2011 году. В ее состав входят две очереди Брюс А и Брюс В, каждая из которых включает по четыре тяжеловодных ядерных реактора (PHWR) типа CANDU общей мощностью 6797 МВт.
Энергоблоки первой очереди АЭС Брюс на протяжении нескольких лет находились в состоянии реконструкции и модернизации: 
- Брюс-1 — 15 лет (с 16.10.1997 по 19.09.2012);
- Брюс-2 — 17 лет (с 08.10.1995 по 16.10.2012);
- Брюс-3 — 6 лет (с 01.04.1998 по 08.01.2004);
- Брюс-4 — 5 лет (с 16.03.1998 по 07.10.2003).

## Инциденты
В 1990 году на четвертом энергоблоке атомной станции Брюс случилась аварийная ситуация, связанная с перегрузкой топлива. В результате произошла утечка тяжелой воды из первого контура реактора. Реактор был остановлен и охлаждался по стандартной аварийной системе. Большая часть воды была локализована, тем не менее, энергоблок был снят с производства на 12 недель. Причиной аварии признали сбой в компьютерном обеспечении.

## Информация об энергоблоках
| Энергоблок | Тип реакторов    | Мощность | Мощность | Начало строительства | Физпуск    | Подключение к сети | Ввод в эксплуатацию | Закрытие |
| Энергоблок | Тип реакторов    | Чистый   | Брутто   | Начало строительства | Физпуск    | Подключение к сети | Ввод в эксплуатацию | Закрытие |
| ---------- | ---------------- | -------- | -------- | -------------------- | ---------- | ------------------ | ------------------- | -------- |
| Брюс-1     | PHWR, CANDU 791  | 760 МВт  | 830 МВт  | 01.07.1971           | 17.12.1976 | 14.01.1977         | 01.09.1977          | —        |
| Брюс-2     | PHWR, CANDU 791  | 730 МВт  | 800 МВт  | 01.12.1970           | 27.07.1976 | 04.09.1976         | 01.09.1977          | —        |
| Брюс-3     | PHWR, CANDU 750А | 750 МВт  | 830 МВт  | 01.07.1972           | 28.11.1977 | 12.12.1977         | 01.02.1978          | —        |
| Брюс-4     | PHWR, CANDU 750А | 750 МВт  | 830 МВт  | 01.09.1972           | 10.12.1978 | 21.12.1978         | 18.01.1979          | —        |
| Брюс-5     | PHWR, CANDU 750В | 817 МВт  | 872 МВт  | 01.06.1978           | 15.11.1984 | 02.12.1984         | 01.03.1985          | —        |
| Брюс-6     | PHWR, CANDU 750В | 817 МВт  | 891 МВт  | 01.01.1978           | 29.05.1984 | 26.06.1984         | 14.09.1984          | 2064     |
| Брюс-7     | PHWR, CANDU 750В | 817 МВт  | 872 МВт  | 01.05.1979           | 07.01.1986 | 22.02.1986         | 10.04.1986          | —        |
| Брюс-8     | PHWR, CANDU 750В | 817 МВт  | 872 МВт  | 01.08.1979           | 15.02.1987 | 09.03.1987         | 22.05.1987          | —        |